# Gulskuldrad tangara
För fågelarten Tangara ornata, se epålettangara.
Gulskuldrad tangara (Parkerthraustes humeralis) är en fågel i familjen tangaror inom ordningen tättingar.

## Utseende och läte
Gulskuldrad tangara är en distinkt tangara med relativt kraftig näbb och stort huvud. Undersidan är grå, ovansidan gulgrön, med grått huvud, rött öga och svart ögonmask. Bland lätena hörs ljusa "seet" och ljusa tvåstaviga "tsi-lit". Sången består av en serie höga visslade toner uppblandade med elektriskt sträva ljud.

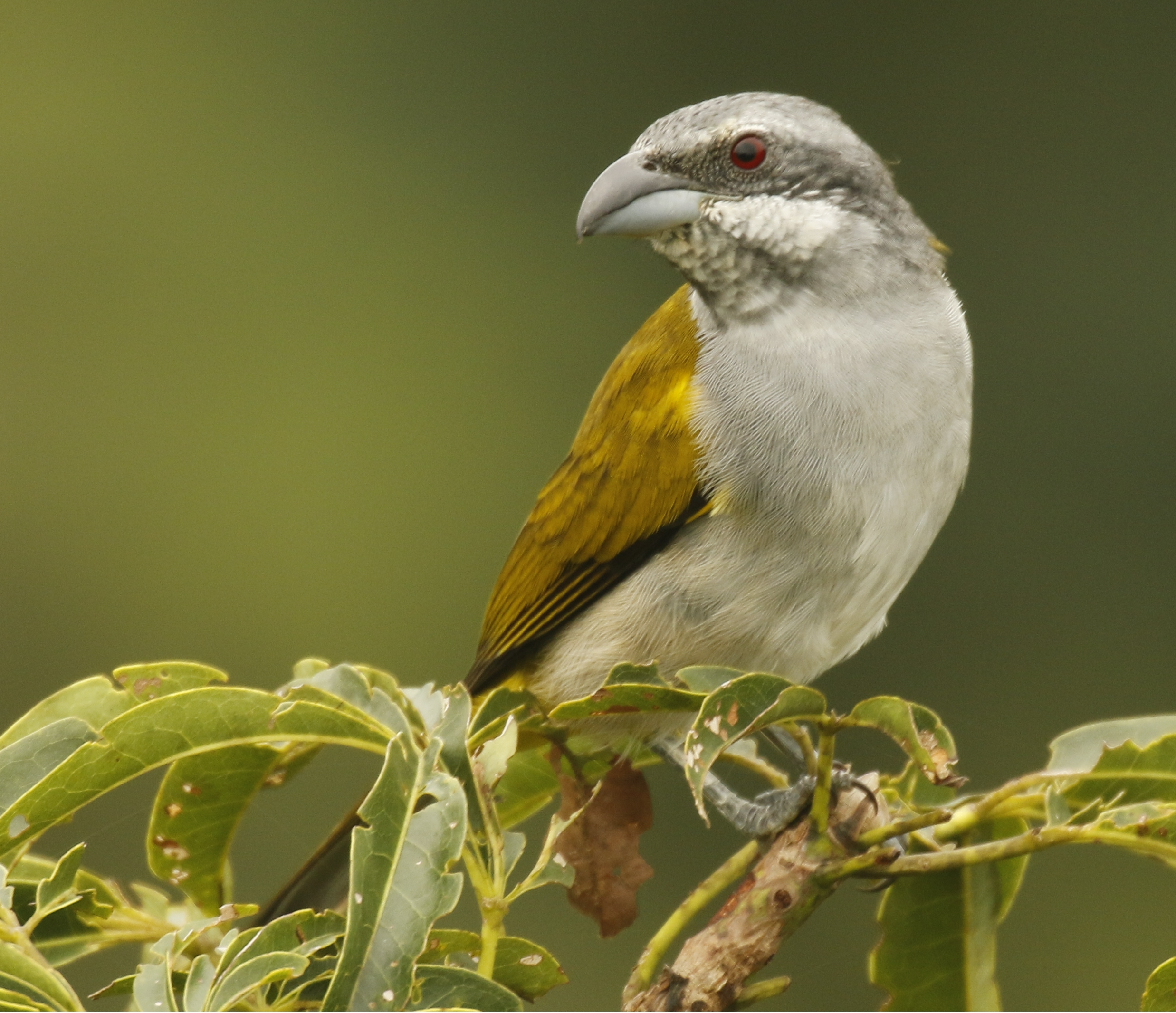

## Utbredning och systematik
Fågeln förekommer från östra Colombia till norra Bolivia och sydvästra Amazonas i Brasilien. Den placeras som enda art i släktet Parkerthraustes. 

### Familjetillhörighet
Tidigare behandlades den som en del av familjen kardinaler (Cardinalidae), under det svenska trivialnamnet guldskuldrad stenknäck. DNA-studier visar dock att den är en del av tangarorna, systerart till bruntangara (Orchesticus abeillei).

## Levnadssätt
Gulskuldrad tangara hittas i högväxt skog, framför allt i mer höglänta områden. Den ses födosöka i trädtaket.

## Status och hot
Arten har ett stort utbredningsområde, men tros minska i antal, dock inte tillräckligt kraftigt för att den ska betraktas som hotad. Internationella naturvårdsunionen IUCN listar arten som livskraftig (LC).